# Олів-Бранч (Міссісіпі)
Олів-Бранч (англ. Olive Branch) — місто (англ. city) в США, в окрузі Десото штату Міссісіпі. Населення — 39 711 особа (2020).

## Географія
Олів-Бранч розташований за координатами 34°57′21″ пн. ш. 89°50′29″ зх. д. / 34.95583° пн. ш. 89.84139° зх. д. (34.955959, -89.841325).  За даними Бюро перепису населення США в 2010 році місто мало площу 95,58 км², з яких 95,05 км² — суходіл та 0,54 км² — водойми.

### Клімат
| Клімат : Олів-Бранч                       | Клімат : Олів-Бранч | Клімат : Олів-Бранч | Клімат : Олів-Бранч | Клімат : Олів-Бранч | Клімат : Олів-Бранч | Клімат : Олів-Бранч | Клімат : Олів-Бранч | Клімат : Олів-Бранч | Клімат : Олів-Бранч | Клімат : Олів-Бранч | Клімат : Олів-Бранч | Клімат : Олів-Бранч | Клімат : Олів-Бранч |
| Показник                                  | Січ.                | Лют.                | Бер.                | Квіт.               | Трав.               | Черв.               | Лип.                | Серп.               | Вер.                | Жовт.               | Лист.               | Груд.               | Рік                 |
| Абсолютний максимум, °C                   | 25,0                | 25,0                | 31,7                | 34,4                | 35,6                | 37,8                | 38,9                | 41,1                | 38,3                | 33,9                | 30,0                | 25,6                | 41,1                |
| Середній максимум, °C                     | 8,9                 | 11,7                | 16,7                | 22,2                | 26,7                | 31,1                | 32,8                | 32,2                | 28,9                | 23,3                | 16,7                | 10,6                | 21,8                |
| Середній мінімум, °C                      | −2,2                | 0,0                 | 4,4                 | 8,9                 | 14,4                | 19,4                | 21,7                | 20,6                | 16,7                | 9,4                 | 4,4                 | 0,0                 | 9,9                 |
| Абсолютний мінімум, °C                    | −14,4               | −16,1               | −10                 | −3,3                | 0,0                 | 8,9                 | 13,9                | 10,6                | 4,4                 | −1,7                | −7,2                | −21,1               | −21,1               |
| Норма опадів, мм                          | 100                 | 112                 | 132                 | 136                 | 126                 | 111                 | 118                 | 64                  | 86                  | 84                  | 155                 | 139                 | 1363                |
| ----------------------------------------- | ------------------- | ------------------- | ------------------- | ------------------- | ------------------- | ------------------- | ------------------- | ------------------- | ------------------- | ------------------- | ------------------- | ------------------- | ------------------- |
| Джерело: Average Weather for Olive Branch |                     |                     |                     |                     |                     |                     |                     |                     |                     |                     |                     |                     |                     |

## Демографія
Згідно з переписом 2010 року, у місті мешкали 33 484 особи в 12 078 домогосподарствах у складі 9332 родин. Густота населення становила 350 осіб/км².  Було 12942 помешкання (135/км²).
Расовий склад населення:
| - 71,5 % — білих - 23,1 % — чорних або афроамериканців - 1,3 % — азіатів - 0,2 % — корінних американців - 0,1 % — вихідців з тихоокеанських островів - 2,4 % — осіб інших рас |

До двох чи більше рас належало 1,4 %. Частка іспаномовних становила 4,2 % від усіх жителів.
За віковим діапазоном населення розподілялося таким чином: 28,3 % — особи молодші 18 років, 61,1 % — особи у віці 18—64 років, 10,6 % — особи у віці 65 років та старші. Медіана віку мешканця становила 36,0 року. На 100 осіб жіночої статі у місті припадало 93,3 чоловіків;  на 100 жінок у віці від 18 років та старших — 88,7 чоловіків також старших 18 років.
Середній дохід на одне домашнє господарство  становив 74 474 долари США (медіана — 62 979), а середній дохід на одну сім'ю — 82 250 доларів (медіана — 71 202). Медіана доходів становила 49 155 доларів для чоловіків та 38 420 доларів для жінок. За межею бідності перебувало 7,2 % осіб, у тому числі 8,9 % дітей у віці до 18 років та 3,9 % осіб у віці 65 років та старших.
Цивільне працевлаштоване населення становило 18 125 осіб. Основні галузі зайнятості: освіта, охорона здоров'я та соціальна допомога — 18,9 %, роздрібна торгівля — 12,5 %, виробництво — 11,7 %, транспорт — 11,6 %.